# Urotrygon
Urotrygon é um género de peixe da família Urotrygonidae.
Este género contém as seguintes espécies:
- Urotrygon chilensis
- Urotrygon microphthalmum